# Regione 6 (Territori del Nord-Ovest)
La Regione 6 è una delle sei regioni censuarie dei Territori del Nord-Ovest in Canada, con capoluogo Yellowknife. Al 2011 aveva 19.444 abitanti su una superficie di 184.903,78 km². È stata istituita con il censimento del 2011, quando l'area dei Territori è stata suddivisa in 6 nuove regioni censuarie.

## Comunità
- City
  - Yellowknife
- Insediamento
  - Dettah